# Плита (Черновицкая область)
Плита (укр. Плита) — село в Конятинской сельской общине Вижницкого района Черновицкой области Украины.
До 2020 года входило в Путильский район
Население по переписи 2001 года составляло 164 человека. Почтовый индекс — 59120. Телефонный код — 3738. Код КОАТУУ — 7323581003.